# Zofia Bublik
Zofia Bublik z domu Kasprzak (ur. 20 marca 1924) – Sprawiedliwa wśród Narodów Świata.

## Życiorys
Przed wybuchem II wojny światowej Zofia mieszkała razem z rodzicami Stanisławą i Romanem oraz trójką rodzeństwa w Rudzie Rogoźno na północ od Poznania. Na początku wojny rodzina została przesiedlona przez Niemców do Sokołowa Podlaskiego. Tu Zofia została zatrudniona w cukierni zaopatrywanej w ciastka przez żydowską rodzinę Skowrońskich. W 1941 zdecydowała się przygarnąć sześcioletnią Ritę (Rysię) Skowrońską, która została porzucona pod bramą sokołowskiego getta. Dziewczynka została wcześniej przekazana rodzinie, która miała się nią zaopiekować. Jednak z uwagi na duże ryzyko i związane z ukrywaniem żydowskiego dziecka, rodzina zrezygnowała. Podczas 3 lat ukrywania dziewczynki, Zofia nauczyła Ritę czytać i pisać. Ze względu na swoje semickie rysy Rysia mogłaby zostać rozpoznana, co narażało rodzinę Kasprzaków na represje. Z powodu pogróżek Zofia przeniosła się razem z całą rodziną i Rysią do Skolimowa niedaleko Warszawy, następnie do Chyliczek. Dziecko przetrwało wojnę, po czym w 1945 r. zostało odebrane z Sokołowa Podlaskiego przez matkę, która wcześniej ukrywała się na "aryjskich papierach". Razem w 1948 r. Skowrońskie wyemigrowały do Francji, a później do Izraela. Przez wiele lat utrzymywały listowny kontakt z rodziną Kasprzaków. Po wojnie Zofia przeprowadziła się do Poznania, gdzie osiadła. Wyszła za mąż za Janusza Bublika.
W 2008 r. Rita, jako prof. Ruth Lethan, zwróciła się do Instytutu Jad Waszem z wnioskiem o przyznanie rodzinie Kasprzaków medali Sprawiedliwych Wśród Narodów Świata. Odznaczenie zostało przyznane Zofii 15 marca 2009 r. W 2017 otrzymała Krzyż Komandorski Orderu Odrodzenia Polski.